# Chadormalu

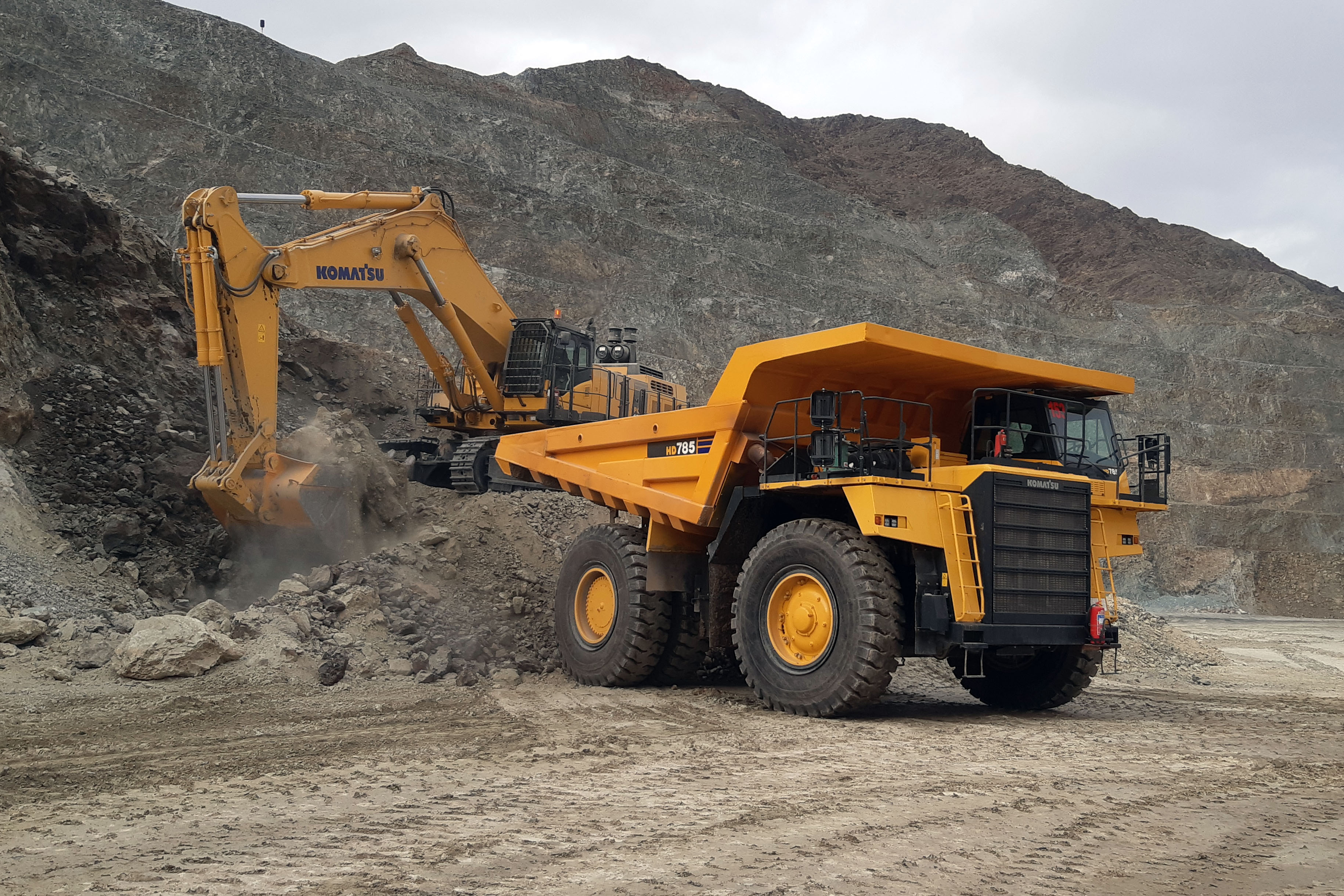
Chadormalu (2023)

Chadormalu (persisch چادرملو Tschadormalu) ist ein Eisenerzbergwerk in der Provinz Yazd im zentralen Iran mit einer Siedlung für das Personal, die der Chadormalu Mining and Industrial Company gehört.
Das Bergwerk liegt in einem sonst unbewohnten Teil der zentraliranischen Wüste Dascht-e Kawir 180 km nordöstlich von Yazd, etwa 40 km von der Straße Yazd – Tabas entfernt.
Die Erzvorkommen bei Chadormalu wurden 1940 entdeckt. Der Bau des Bergwerks wurde 1994 angefangen. Die Förderung begann 1999. Im gleichen Jahr wurde das Werk durch eine Strecke nach Meybod mit dem iranischen Bahnnetz verbunden.